# Samira Sawadogo
Pour les articles homonymes, voir Sawadogo (homonymie).
Samira Sawadogo est une actrice et femme d'affaires burkinabé, née le 11 décembre 1982. Elle est surtout connue en tant qu'inspectrice Mouna, son rôle dans la série télévisée Commissariat de Tampy. En plus de sa carrière d'actrice, elle est également une businesswoman qui dirige une agence.

## Biographie

### Jeunesse et formation
Samira Sawadogo naît à Ouagadougou et grandit dans le quartier de  Zangouétin. Originaire de Mané, une ville située dans la région du Centre-Nord du Burkina Faso, près de Kaya. Bien que le cinéma ne fasse pas partie de ses aspirations initiales, elle rêve de devenir hôtesse de l'air. Cependant, une opportunité dans le domaine cinématographique se présente à elle, qu'elle décide de saisir. Ses acteurs préférés sont Angelina Jolie et Brad Pitt, et sa couleur préférée est le jaune. Elle obtient un Bac G2, une série spécialisée dans la gestion, puis s'inscrit à la Faculté des Sciences Économiques et de Gestion (FASEG) de l'Université de Ouagadougou. Après une année d'études, elle trouve cette voie peu adaptée à ses aspirations et décide de changer de direction. Elle poursuit alors un BTS (Brevet de Technicien Supérieur) en gestion commerciale.

### Carrière
Samira Sawadogo travaille pendant huit ans comme conseillère chez l'opérateur de téléphonie mobile Telecel Faso. En parallèle, elle se fait un nom dans le monde du mannequinat et de la publicité, collaborant avec diverses sociétés et agences. Sa carrière cinématographique commence lorsqu'elle est repérée lors d'un casting alors qu'elle travaille pour une agence de mannequins. Elle obtient un rôle dans la série télévisée "Commissariat de Tampy", où elle incarne l'Inspectrice Mouna, une enquêtrice tenace et incorruptible. Diffusée de 2004 à 2012, la série connait un grand succès et contribue à sa renommée. En octobre 2014, elle décide de quitter Telecel pour se consacrer à son agence de communication, Amazone, spécialisée dans l'accueil en entreprise et l'organisation d'événements. Elle est aussi propriétaire de la boutique de parfumeries "Amazon Parfumeries". Cependant, quelques jours après sa démission, l'insurrection populaire au Burkina Faso chamboule ses plans. Entre 2012 et 2016, Samira Sawadogo se consacre principalement à ses affaires. En 2016, elle revient sur le devant de la scène cinématographique, jouant dans plusieurs productions, notamment "Odyssée" (Taman Djan) d'Issa Traoré de Brahima, "Entre le cœur et la raison" de Missa Hébié, ainsi que dans le court-métrage "Ça tourne à Ouaga", un court-métrage de vingt-six minutes d'Irène Tassembédo. Ce dernier, sorti en mars, est sélectionné pour le festival Vues d’Afrique 2017 à Montréal. En avril 2008, elle est sélectionnée pour participer à la Journée de la RTB au Festival de Cannes en France.
Elle se lance également dans la production cinématographique avec le court-métrage "Pour un rien" via sa structure "Amazone Productions". Ce film est sélectionné et projeté au Fespaco 2019. Pour ce nouveau projet, elle collabore avec Sékou Oumar Sidibé, son collègue du "Commissariat de Tampy", connu pour son rôle de l'Inspecteur Rock. Sidibé Sekou assure la réalisation du film,.

## Filmographie

### Série
Commisariat de Tampy (2004-2012) - Rôle de l'Inspectrice Mouna

### Longs métrages
- L’amour est encore possible (2006) - le rôle de la coiffeuse
- L’or des Younga(2006) -  rôle de Sami du réalisateur Aboubacar Diallo
- En attendant le vote… (2010) - Abiré[11]
- Odyssée (Taman Djan) (2016) - Djénè[12]
- Entre le cœur et la raison (2016) - Rôle de la secrétaire de Michel Bohiri
- Pour un rien (2019)[13]

### Courts métrages
Ça tourne à Ouaga (2017)

## Engagement et reconnaissance
Samira Sawadogo évolue dans le domaine social, humanitaire et est la présidente de son association qui se nomme «Don de soi». Elle est notamment ambassadrice d'une marque boisson au Burkina Faso, s'engageant dans des actions en faveur du développement rural et de l'autonomisation des femmes. Elle est désormais membre du club des hommes d’affaires franco-burkinabè. Elle obtient un prix spécial dans la catégorie "humanitaire de l’année 2" avec son association "Don De Soi" à la cérémonie des 12 personnalités culturelles de l'année 2018.